# 阿玛加鳄属
阿瑪加鱷（學名：Amargasuchus）是種已滅絕鱷類，屬於鱷形超目的特里玛鳄科。化石發現於阿根廷的La Amarga地層，年代屬於白堊紀早期（巴列姆階到阿普第階）。阿瑪加鱷與蜥腳類、阿貝力龍科、劍龍類…等恐龍共同生存於史前的內烏肯盆地，該地在當時充斥者辮狀河、湖泊、沖積平原等地形。

## 外部連結
- Amargasuchus at the Paleobiology Database （页面存档备份，存于）